# Озантрикс
Озантрикс — один из героев Саги о Тидреке Бернском. Ряд специалистов (А. Г. Кузьмин, В. Ф. Миллер, Б. А. Успенский и В. М. Живов, П. М. Золин, А. Н. Веселовский) считают, что он являлся правителем лютичей, самоназвание которых — велеты, вильцы или велетабы.
Согласно саге, Гертнит, отец Озантрикса и Вальдимара, завоевал страну Вилкиналанд. После его смерти подвластные ему территории были разделены между его сыновьями: Озантрикс получил Вилькиналанд, Вальдимар — Русиланд и Пулиланд, а внебрачный ребенок Илиас — Гриккланд.
Далее, согласно саге, правитель гуннов, Аттила, через своего посла Родингера просит у Озантрикса руки его дочери — Эрки, но получает отказ и идёт войной на его страну. Озантрикс погибает в осажденной крепости (возможно, в Бранденбурге).
По мнению Яцека Банашкевича, имя Родингер является ничем иным, как литературным прототипом «тирана женевского», претендовавшего на руку княжны Ванды и известного из Хроники Польской, составленной Викентием Кадлубеком. У Яна Длугоша он упоминается как Ритигер — король алеманнов.